# Bedri Myftari
Bedri Myftari (* 21. Dezember 1938 in Filiates; † 8. November 2013 in Tirana) war ein albanischer Schriftsteller, Journalist und Publizist.

## Leben
Myftari wurde 1938 im Dorf Sklav bei Filiates im heutigen Griechenland geboren. Seine Familie gehörte der autochthonen albanischen Bevölkerung der Landschaft Südepirus – den Çamen – an. Im Alter von fünf oder sechs Jahren musste Myftari mit seiner Familie im Zuge der kollektiven Vertreibung von rund 20.000 Çamen durch die Griechen aus seiner Heimat nach Albanien flüchten.
Myftari besuchte in der südalbanischen Stadt Fier die siebenjährige Grundschule und später eine technisch-finanzielle Mittelschule in der Hauptstadt Tirana. Ebenda absolvierte er das Gymnasium.
Zu Beginn der 1960er Jahre arbeitete Myftari als Journalist bei der Zeitung Zëri i Rinisë (Stimme der Jugend). Schon im jungen Alter fing er an zu schreiben. 1966 nahm ihn die Liga der Schriftsteller und Künstler Albaniens (Lidhja e Shkrimtarëve dhe Artistëve të Shqipërisë) als Mitglied auf. 1967 und 1969 erschienen seine ersten Erzählungen Fluturzat e borës (Die Schneeschmetterlinglein) und Mbrëmjet e qytetit tim (Die Abenden meiner Stadt).
Bedri Myftari war zur Zeit der sozialistischen Diktatur in Albanien Präsident der geheimen Gruppe der Jungen gegen die Linie der Partei in Kunst und Literatur (Grupi i të rinjve kundër vijës së partisë në art dhe letërsi). Zu den Mitgliedern zählten unter anderem Suzana Selenica, Bilal Xhaferri, Namik Mane, Zyhdi Morava, Faik Ballanca, Roland Gjoza, Kostandin Dhamo, Sadri Ahmeti und Ahmet Golemi. 1968 wurde die Gruppe von der albanischen Geheimpolizei Sigurimi aufgedeckt: Allen wurde für 20 Jahre das Veröffentlichungsrecht entzogen, und Myftari kam ins Gefängnis.
Nach der demokratischen Wende Albaniens 1990/91 wurde Myftari im Zuge einer Umbruchamnestie aus dem Gefängnis entlassen. Danach arbeitete er als Journalist bei der Zeitung Kosova (Das Kosovo), war Hauptredakteur der Zeitung Tribuna Demokratike (Die Demokratische Tribüne), zeitweise verantwortlicher Redakteur der europaweit erscheinenden Zeitung Emigranti shqiptar (Der Albanische Auswanderer) und später Hauptredakteur der Zeitungen Bota shqiptare (Die Albanische Welt) und Çamëria. Myftari arbeitete auch mit den Zeitschriften Drita (Das Licht) und Krahu i Shqiponjës (Der Flügel des Adlers) zusammen, wo er Publizistisches und eigene literarische Werke veröffentlichte.
Bedri Myftari starb am 8. November 2013 im Alter von 74 Jahren in Tirana.

## Werke (Auswahl)
- Fluturzat e borës. Erzählungen, 1967.
- Mbrëmjet e qytetit tim. Erzählungen, 1969.
- Kronikat e vdekjes. Roman, 1994.
- Rojtari i varrezës. Roman, 1995.
- Ti je Eva. Gedichte, 1996.
- Dashuria e parë. Erzählungen, 1997.
- Pranverë që s'kthehet më. Gedichte, 1999.
- Bardh e zi. Aufsatz, 2000.
- Dashuri fatale. Roman, 2000.
- Përralla. Märchen, Tirana 2001.
- Vajza e rojtarit të pyllit. Märchen, 2003.
- Simfoni e erërave. Gedichte, 2005.
- Zonja e ambasadorit. Novelle, 2006.
- Vampiri. Roman, 2006.
- Pas Kastadivës. Roman, 2007, ISBN 978-99956-07-3-6.
- E parathëna. Roman, 2008.
- Eja në takim. Gedichte, 2009.